# Sphaeropteris glauca
Sphaeropteris glauca là một loài thực vật có mạch trong họ Cyatheaceae. Loài này được (Blume) R.M. Tryon miêu tả khoa học đầu tiên năm 1970.